# Ramstedt
Ramstedt (dänisch Ramsted) ist eine Gemeinde im Kreis Nordfriesland in Schleswig-Holstein.

## Geografie und Verkehr
Ramstedt liegt etwa zwölf Kilometer südöstlich von Husum und etwa fünf Kilometer nordöstlich von Friedrichstadt in ländlicher Umgebung. Südlich der Gemeinde verläuft die Bundesstraße 202, die Friedrichstadt mit Rendsburg verbindet. Ramstedt schließt direkt nordwestlich an Schwabstedt an.
Die Gemeinde liegt auf der Grenze der Eider-Treene-Niederung mit ihren ausgedehnten Moorgebieten und der Geest.

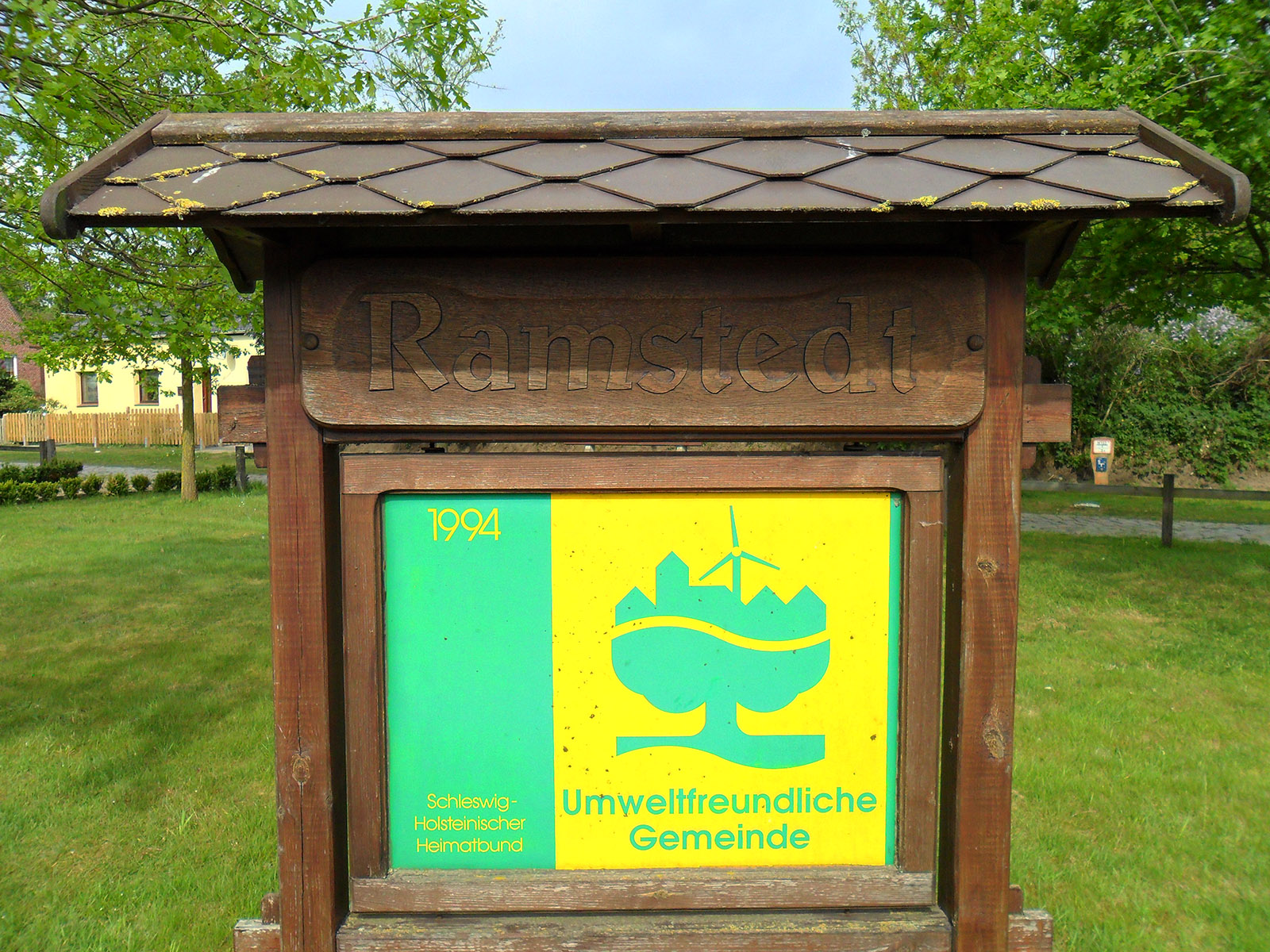
Auszeichnung als umweltfreundliche Gemeinde, Ramstedt 2011

## Geschichte
Ein Hünengrab im Gemeindegebiet belegt eine vorgeschichtliche Besiedlung des Orts. Ramstedt wurde 1378 erstmals erwähnt. Nördlich des Dorfs befinden sich Bunkeranlagen aus dem Zweiten Weltkrieg in der Geest.
Im Verlauf des Jahres 1934 wurde die Kirchspielslandgemeinde Schwabstedt aufgelöst. Alle ihre Dorfschaften, Dorfgemeinden und Bauerschaften wurden zu selbständigen Gemeinden, so am 1. April 1934 auch Ramstedt.
Im Jahre 1994 erhielt Ramstedt eine Auszeichnung als umweltfreundlichste Gemeinde in Schleswig-Holstein.

## Politik

### Gemeindevertretung
Bei der Kommunalwahl 2023 erhielt die Allgemeine Aktive Wählergruppe Ramstedt (AAWG) alle neun Sitze in der Gemeindevertretung. Die Wahlbeteiligung betrug 62,1 Prozent.

### Bürgermeister
Für die Wahlperiode 2018–2023 wurde Holger Schefer zum Bürgermeister gewählt.

### Wappen
Blasonierung: „In Grün ein abgeflachter schmaler silberner Sparren, darüber das silberne Gehörn eines Widders, darunter drei goldene Blüten der Sumpfdotterblume 2:1.“

## Wirtschaft
Das Gemeindegebiet ist überwiegend landwirtschaftlich geprägt.